# 吕纳斯
吕纳斯（法語：Lunas，法語發音：[lynas]）是法国埃罗省的一个市镇，属于洛代沃区。

## 地名
该地名“Lunas”发音为[lynas]，末尾字母“s”发音，《世界地名翻译大辞典》与《世界地名译名词典》将其误译作“吕纳”。

## 地理
吕纳斯（43°42'27"N, 3°11'39"E）面积44.89 平方千米，位于法国奧克西塔尼大區埃罗省，该省份为法国南部沿海省份，南濒地中海，西南接奥德省，西北接塔恩省和阿韦龙省，东北与加尔省接壤。
与吕纳斯接壤的市镇（或旧市镇、城区）包括：阿韦讷、勒布斯凯多尔布、迪奥和瓦尔基耶尔、容塞尔、拉瓦莱特、洛代沃、奥克通、莱普朗、奥尔布河畔拉图尔。
吕纳斯的时区为UTC+01:00、UTC+02:00（夏令时）。

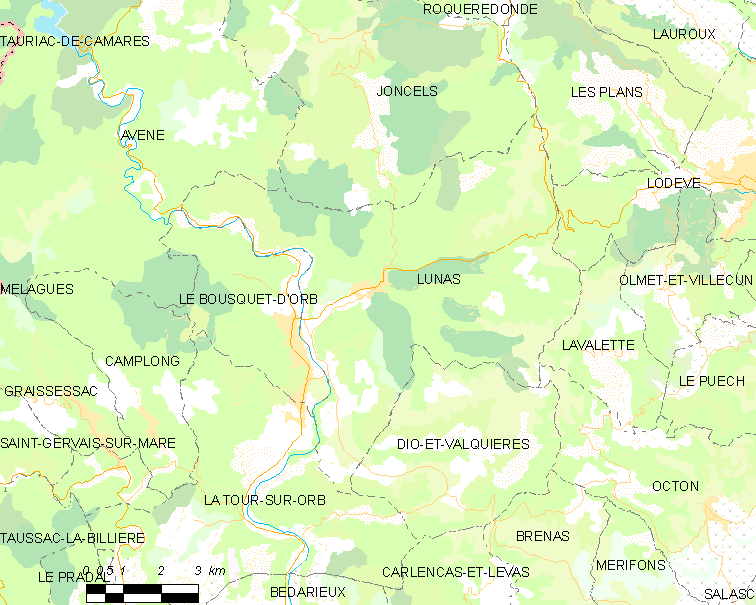
吕纳斯的OSM定位图

## 行政
吕纳斯的邮政编码为34650，INSEE市镇编码为34144。

## 政治
吕纳斯所属的省级选区为克莱蒙莱罗县。

## 人口

1962-2008年间吕纳斯人口变化图示

吕纳斯于2022年1月1日时的人口数量为672人。